# Bobby Rondinelli
Robert "Bobby" Rondinelli est un batteur né en 1955 à Port Jefferson dans l'État de New York. Il est connu pour avoir joué avec des groupes ou artistes renommés de la scène hard rock ou heavy metal tels Rainbow, Doro, Black Sabbath, Blue Öyster Cult ou Axel Rudi Pell.

## Biographie
De 1980 à 1982, il est engagé chez Rainbow, en remplacement de Cozy Powell. 
En 1983, au même moment que le bassiste Jimmy Bain (ex-Rainbow lui aussi) pour Francis Buchholz, il est pressenti par Scorpions pour remplacer Herman Rarebell, alors que le groupe est en pleine préparation de l'album Love at First Sting.
En 2002 il sort Our Cross — Our Sins, le second album de son groupe Rondinelli dans lequel il joue aux côtés de l'ancien chanteur de Black Sabbath Tony Martin et du bassiste Neil Murray (Black Sabbath, Whitesnake) et de son frère Teddy Rondinelli. 
En août 2004 il quitte Blue Öyster Cult pour se consacrer à The Lizards, un groupe comptant dans ses rangs le chanteur de Riot Mike DiMeo.
En 2008 il fonde le groupe Over the Rainbow avec Jürgen "J.R." Blackmore (le fils de Ritchie Blackmore) et les anciens membres de Rainbow Joe Lynn Turner, Tony Carey et Greg Smith. 
En 2012 il fonde un autre projet intitulé Communion avec Mark Boals (Yngwie Malmsteen) et Roy Z (Bruce Dickinson, Halford). L'année suivante il est recruté par Axel Rudi Pell pour reprendre le poste laissé vacant par Mike Terrana.

## Discographie

### Rainbow
- 1981 - Difficult to Cure
- 1982 - Straight Between the Eyes
- 1986 - Finyl Vinyl (sur certains morceaux de cet album live)

### Rondinelli
- 1985 - Wardance
- 2002 - Our Cross - Our Sins

### Doro
- 1989 - Force Majeure

### Quiet Riot
- 1993 - Terrified

### Black Sabbath
- 1994 - Cross Purposes
- 1995 - Cross Purposes Live

### Sun Red Sun
- 1995 - Sun Red Sun
- 1999 - Lost Tracks
- 2000 - Sunset

### Blue Öyster Cult
- 1998 - Heaven Forbid (sur le titre Live for Me)
- 2001 - Curse of the Hidden Mirror
- 2002 - A Long Day's Night (DVD live)

### Dali Gaggers
- 1998 - Just ad Nauseam
- 1998 - Confessions of a Spooky Kid

### The Sign
- 2000 - Signs of Life

### Riot
- 2002 - Through the Storm

### The Lizards
- 2002 - Rule
- 2005 - They live!
- 2005 - Cold Blooded Kings
- 2006 - Against All Odds
- 2008 - Archeology
- 2015 - Reptilicus Maximus

### Axel Rudi Pell
- 2014 - Into the Storm
- 2016 - Game of Sins

### The Handfull
- 2015 - Sons of Downtown